# سليمان بوغيث
سليمان جاسم بوغيث، من مواليد الكويت في 14 ديسمبر 1965. ظهر وبصورة مفاجأة على شاشات التلفزيون ومن خلال قناة الجزيرة القطرية بالمتحدث الرسمي لتنظيم القاعدة. أب لستة أطفال ولايتمتع بحق المواطنة الكويتية بعد سحب الحكومة الكويتية جنسيته الكويتية بعد ثبوت تعاونه مع جهات معادية للدولة كتنظيم القاعدة.
عمل بوغيث مُدرِّسًا للفقه والشريعة وخطيباً في مساجد الكويت، وبرزت شعبيته إبّان الاحتلال العراقي للكويت عام 1990 عندما اعتلى منابر المساجد في الكويت وقام بإلقاء الخطب المناهضة للرئيس العراقي صدام حسين. كان يعد من العناصر النشطة في صفوف الإخوان المسلمين في الكويت قبل وبعد الغزو العراقي. وبحلول عام 1992 لم تعد له علاقة مع جماعة الإخوان المسلمين لمعارضته مشاركتهم للانتخابات التشريعية.
وفي عام 1994، غادر بوغيث الكويت متوجّهاً إلى البوسنة لمحاربة الصرب الذين عاثوا في الأرض فسادا وعدوانا، وأمضى بوغيث فترة شهرين في البوسنة قبل أن يعود إلى الكويت مرة أخرى. اتخذت وزارة الأوقاف قراراً بفصله من على منبر المسجد لتغيّبه عن العمل نتيجة أسفاره الكثيرة إلى البلدان التي يُضطهد بها المسلمون كالبوسنة وأفغانستان في فترة الاحتلال السوفييتي، ولم يتسرّب خبر علاقة بوغيث مع زعيم القاعدة أسامة بن لادن إلا بعد ظهورة في الشريط المتلفز كمتحدّث للقاعدة.
استقر بوغيث مع زوجته وأولادة في أفغانستان لعلاقته بالقاعدة إلا أن عائلة بوغيث عادت نتيجة الظروف المعيشية الصعبة في أفغانستان. وفي أحد تصريحات بوغيث المتلفزة، حث بوغيث المسلمين الأمريكيين على عدم ركوب الطائرات وعدم اتخاذ المباني العالية سكناً في إشارة لورود مثل هذه الإماكن كأهداف لمنظمة القاعدة.
وفي يوليو 2003، صرّح أحد الوزراء الكويتيين أن الحكومة الإيرانية قد عرضت على الكويت تسليم بوغيث إلا أن الحكومة الكويتية رفضت هذا العرض بحجة أن سليمان بوغيث لايتمتع بحق المواطنة الكويتية بعد أن سحبت الكويت حق بوغيث بالمواطنة بعد إطلاقه تصريحات نارية على شاشات التلفزة تهدد بمزيد من الهجمات المماثلة لهجمات 11 سبتمبر.

## مرجع
- سليمان بوغيث من الجزيرة نت